# ام‌وی رانگا
ام‌وی رانگا (به انگلیسی: MV Ranga) یک کشتی بود که طول آن 96.6m بود. این کشتی در سال ۱۹۸۰ ساخته شد.